# 15-Oksoprostaglandin 13-oksidaza
15-oksoprostaglandin 13-oksidaza (EC 1.3.1.48, 15-okso-Delta13-prostaglandin reduktaza, Delta13-15-ketoprostaglandinska reduktaza, 15-ketoprostaglandinska Delta13-reduktaza, prostaglandinska Delta13-reduktaza, prostaglandinska 13-reduktaza, 15-ketoprostaglandinska Delta13-reduktaza, (5Z)-(15S)-11alfa-hidroksi-9,15-dioksoprostanoat:+ Delta13-oksidoreduktaza, (5Z)-11alfa-hidroksi-9,15-dioksoprost-5-enoat:NAD(P)+ Delta13-oksidoreduktaza) je enzim sa sistematskim imenom 11alfa-hidroksi-9,15-dioksoprostanoat:+ Delta13-oksidoreduktaza. Ovaj enzim katalizuje sledeću hemijsku reakciju
11alfa-hidroksi-9,15-dioksoprostanoat + NAD(P)+ {\displaystyle \rightleftharpoons } (13E)-11alfa-hidroksi-9,15-dioksoprost-13-enoat + NAD(P)H + H+
Ovaj enzim redukuje 15-oksoprostaglandine do 13,14-dihidro derivata. Enzim iz materice je specifičan za NAD+.

## Literatura
- Nicholas C. Price; Lewis Stevens (1999). Fundamentals of Enzymology: The Cell and Molecular Biology of Catalytic Proteins (Third изд.). USA: Oxford University Press. ISBN 019850229X.
- Eric J. Toone (2006). Advances in Enzymology and Related Areas of Molecular Biology, Protein Evolution (Volume 75 изд.). Wiley-Interscience. ISBN 0471205036.
- Branden C; Tooze J. Introduction to Protein Structure. New York, NY: Garland Publishing. ISBN 0-8153-2305-0.
- Irwin H. Segel. Enzyme Kinetics: Behavior and Analysis of Rapid Equilibrium and Steady-State Enzyme Systems (Book 44 изд.). Wiley Classics Library. ISBN 0471303097.
- William P. Jencks (1987). Catalysis in Chemistry and Enzymology. Dover Publications. ISBN 0486654605.

## Spoljašnje veze
- 15-oxoprostaglandin+13-oxidase на 